# Bemlos longicarpus
Bemlos longicarpus är en kräftdjursart. Bemlos longicarpus ingår i släktet Bemlos och familjen Aoridae. Inga underarter finns listade i Catalogue of Life.